# Есдал
Есдал (норв. Gjesdal) — коммуна в губернии Ругаланн в Норвегии. Административный центр коммуны — город Олгор. Официальный язык коммуны — нейтральный. Население коммуны на 2016 год составляло 11 853 человека. Площадь коммуны Есдал — 617,55 км², код-идентификатор — 1122.

## История населения коммуны
Население коммуны за последние 60 лет.

Статистика коммуны Есдал